# Saint-Pierre (Jura)
Saint-Pierre é uma comuna francesa na região administrativa de Borgonha-Franco-Condado, no departamento de Jura. Estende-se por uma área de 16,37 km². Em 2010 a comuna tinha 371 habitantes (densidade: 22,7 hab./km²).